# 삼성 미러팝 MV800
미러팝 MV800(MIRROR POP MV800)은 삼성전자의 디지털 카메라이다. "0도에서 180도 사이에서 사랑을 보다"라는 컨셉으로 2011년 9월 대한민국에 출시되었다. 자유로운 각도조절이 가능한 180도 pop-up LCD를 장착했다. 1,620만 화소, 광학 5배 줌 26mm 초광각 슈나이더 렌즈를 탑재했다. 듀얼 손떨림 보정 방식(Dual IS)을 사용했고 스마트 터치 3.0 화면 구성으로 정전식 터치 방식을 채택했다. 또한 3D 사진 촬영 기능을 지원하며, 라이브 파노마라 기능, 퍼니페이스(Funny Face) 기능 등도 제공한다. 디스플레이는 TFT LCD로 크기는 3인치 와이드형이다. 대한민국에서의 출시 가격은 39만9000원이다. 색상은 블랙, 레드, 화이트가 있다.